# فيضانات ميانمار
فيضانات ميانمار هي فيضانات تكونت في 3 أغسطس 2015 في ميانمار، نتيجة ل «إعصار كومن» الذي بدأ التشكل في 26 يوليو وتلاشى في 2 أغسطس 2015.
تسببت الفيضانات في قتل 170 شخص على الأقل في بنغلاديش وميانمار وشمال شرق الهند والهند الشرقية.

## الرصد الجوي
في 26 يوليو تشكل المنخفض، وفي وقت مبكر يوم 30 يوليو، أصبح المنخفض إعصار يدعى  كومن ، وبحلول 2 أغسطس لم يعد كومن لم تعد إعصار مداري.

## الأضرار
أثرت الأمطار الغزيرة في الكثير من مناطق بورما، مما تسبب في اندلاع فيضانات واسعة النطاق، تسببت بمقتل 46 شخصا على الأقل، وتضرر أكثر من 200,000 شخص. بالإضافة إلى تدمير 17,000 منزلا على الأقل.
وهطلت أمطار هائلة في جميع أنحاء جنوب شرق بنغلاديش، ووصلت إلى 1,051.2 ملم (41.39 في) في شيتاغونغ. وتسببت الفيضانات الناجمة بمقتل 23 شخصاً على الاقل وتضرر أكثر من 130,400 شخص. وقتل انهيار أرضي في منطقة بندربان ستة أشخاص.
وقتلت الفيضانات في أوديشا الهندية خمسة أشخاص وتضرر 480,399 على الأقل. وقتل 69 شخصاً على الأقل في بنغال الغربية في حوادث مختلفة للعاصفة مباشرة وغير مباشرة، مثل الصعق بالكهرباء ولدغات الثعابين. وتدمّر ما مجموعه 272,488 منزل، بينما لحقت الأضرار ب55,899 منزل.
وقُتل 21 شخصا على الأقل في مانيبور، 20 منهم لقوا حتفهم في انهيار أرضي في إحدى القرى.